# 안구건조증
안구건조증(眼球乾燥症)은 눈에서 눈물이 부족하여 눈이 시리거나, 이물감이 느껴지는 등의 자극을 느끼게 되는 눈의 질환을 말한다. 이는 비타민 A 부족에서 비롯되었을 수 있다.
심각한 비타민 A 부족으로 인한 안구건조증은 결막과 각막이 건조해진다. 각막이 건조하여 두껍고 주름이 진다. 치료받지 않으면 각막 궤양이 될 수 있으며, 각막의 손상으로 시력을 잃을 수도 있다.
안구건조증은 선진국에서는 드물지만, 개발도상국에서는 여전히 많은 피해를 주고 있다. 다른 형태의 안구건조증으로 나이를 먹거나, 눈꺼풀이 제대로 닫히지 않거나, 이전 상처의 흉터, 자기 면역 등과 관련되기도 하는데, 이 경우 급성 결막염이 될 수 있다.

## 같이 보기
- 건성각결막염